# Gustaf Kjellin (designhistoriker)
Gustaf Kjellin, född 1979, är en svensk curator, gallerist och författare. 
Kjellin har skrivit om arkitekten Erik Lundbergs armaturer vars formspråk kraftigt avvek ifrån dåtidens funktionalistiska stilideal. Boken innehåller fotografier, skisser och ritningar. Kjellin har också skrivit om keramikern Wilhelm Kåge. Kjellin har curerat ett flertal utställningar, bland annat utställningen om den finska designgruppen Snowcrash på Nationalmuseum i Stockholm 2022. I Finland har han curerat utställningen Tillbaka till samtiden som visades på Designmuseet i Helsingfors. Kjellin driver designgalleriet GUS som ställt ut bland andra Samir Alj Fält, Garðar Eyjólfsson, Charlotte von der Lancken, Uglycute och Snowcrash.